# Brämhults kyrka
Brämhults kyrka är en senmedeltida träkyrka i Brämhult strax öster om Borås. Den tillhör Brämhults församling i Skara stift. 

## Bakgrund
Den nuvarande kyrkan från senare delen av 1400-talet, ligger på en gammal hednisk kultplats[källa behövs]. Den efterträdde en äldre stavkyrka från 1200-talet av samma typ som den i Hedared. Att kyrkan byggdes vid denna tid stöds av ett pergamentbrev från biskop Brynolf i Skara till Maria Magdalenas kapell i Bremholt. Med tiden förföll kyrkan och somliga ansåg, att man borde överge den. Vid mitten av 1600-talet, då Brämhult lades till Borås pastorat, började församlingsborna istället att rusta upp den. Rådman Andreas Larsson spelade troligen en betydande roll i detta arbete och hans namn finns inristat i sakristian ovanför dörren. 

## Kyrkobyggnaden
Byggnaden har en långsmal plan och är tornlös. Långhusets västra hälft är från 1400-talet, medan den östra delen och koret tillkom först 1796-1798. Då fick även fasaden sin panelklädsel och man byggde ett nytt vapenhus. 
Innertak, predikstolen, läktaren och bänkdörrarna målades 1736 av Ditlof Ross. Ytterligare takmålningar utfördes 1925 av John Hedæus. År 1951 upptäckte man i samband med en reparation av golvet, att det fanns stora mängder gravar och mynt från den danske kungen Erik Menveds tid (1268-1319). Året därpå restaurerades kyrkan och man återförde en del äldre inventarier som legat undangömda, liksom en del av Ross' verk som hade övermålats.

## Klockor och klockstapel
Den rödmålade klockstapeln i trä är byggd 1745. Den har renoverats 1837 och 1940. Två nya ljusgluggar togs upp i väster 1952. Storklockan är senmedeltida och har varken inskrift eller årtal.

## Inventarier
- Altartavlan från 1917 är målad av Olle Hjortzberg.
- En träskulptur med Jesus på korset och två kvinnor är utförd på 1700-talet av Jonas Elfvenberg.
- Ett träkors från 1799 har fått en textil bakgrund.

## Orgel
Orgeln som är placerad på västra läktaren anskaffades 1983. Den är byggd av Grönlunds Orgelbyggeri och har fjorton stämmor fördelade på två manualer och pedal.
| Huvudverk (I) (C-g3) | Svällverk (II) (C-g3) | Pedal (C-f1) | Koppel |
| -------------------- | --------------------- | ------------ | ------ |
| Rörflöjt 8'          | Gedackt 8'            | Subbas 16'   | I/P    |
| Principal 4'         | Rörflöjt 4'           | Borduna 8'   | II/P   |
| Spetsflöjt 4'        | Principal 2'          | Rörpommer 4' | II/I   |
| Valdflöjt 2'         | Sifflöjt 1'           |              |        |
| Sesquialt. 2 chor    | Dulcian 8'            |              |        |
| Mixtur 3 chor        | Tremulant             |              |        |
|                      | Crescendosvällare     |              |        |

## Bildgalleri

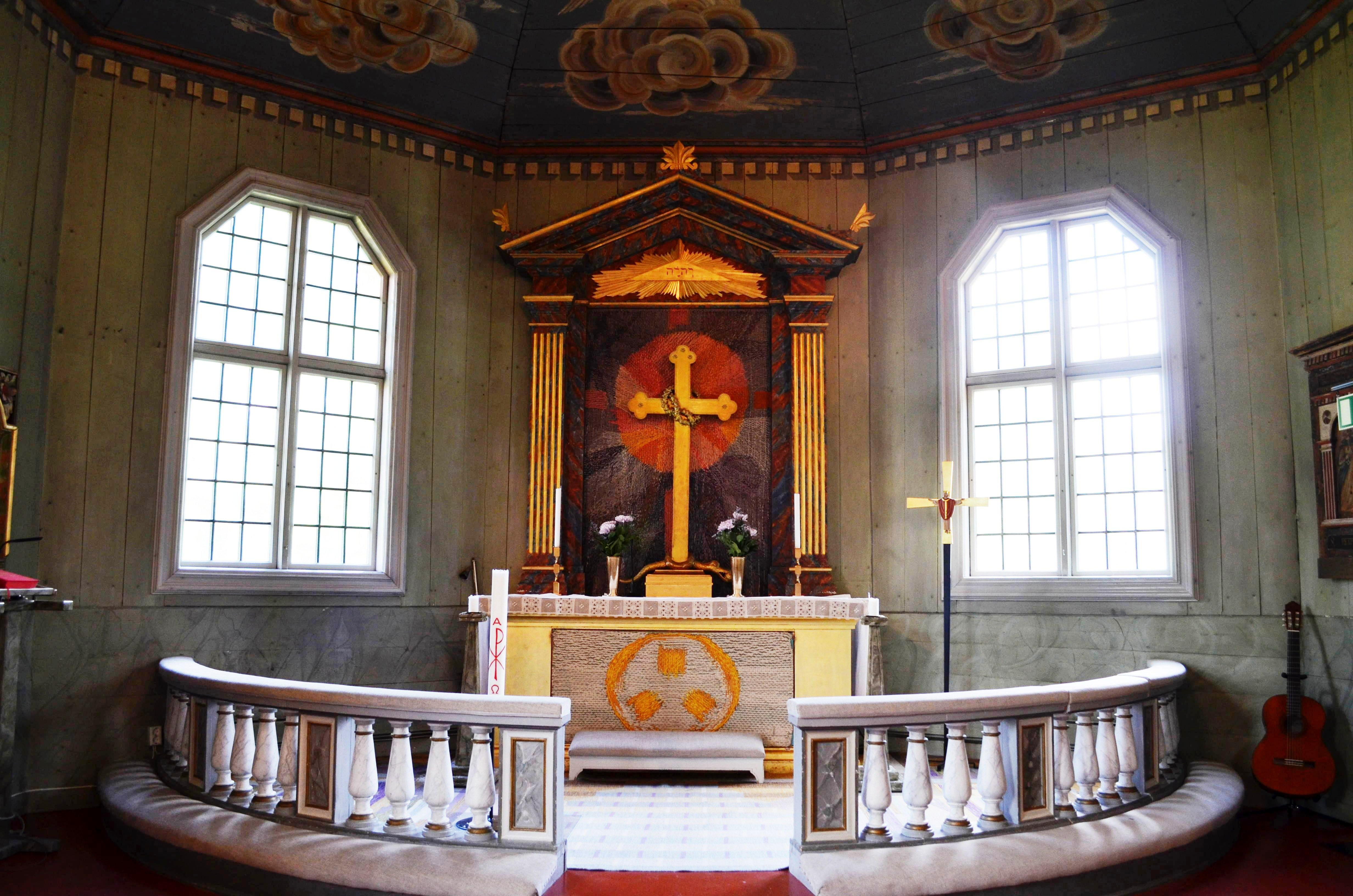
Brämhults kyrkas altare
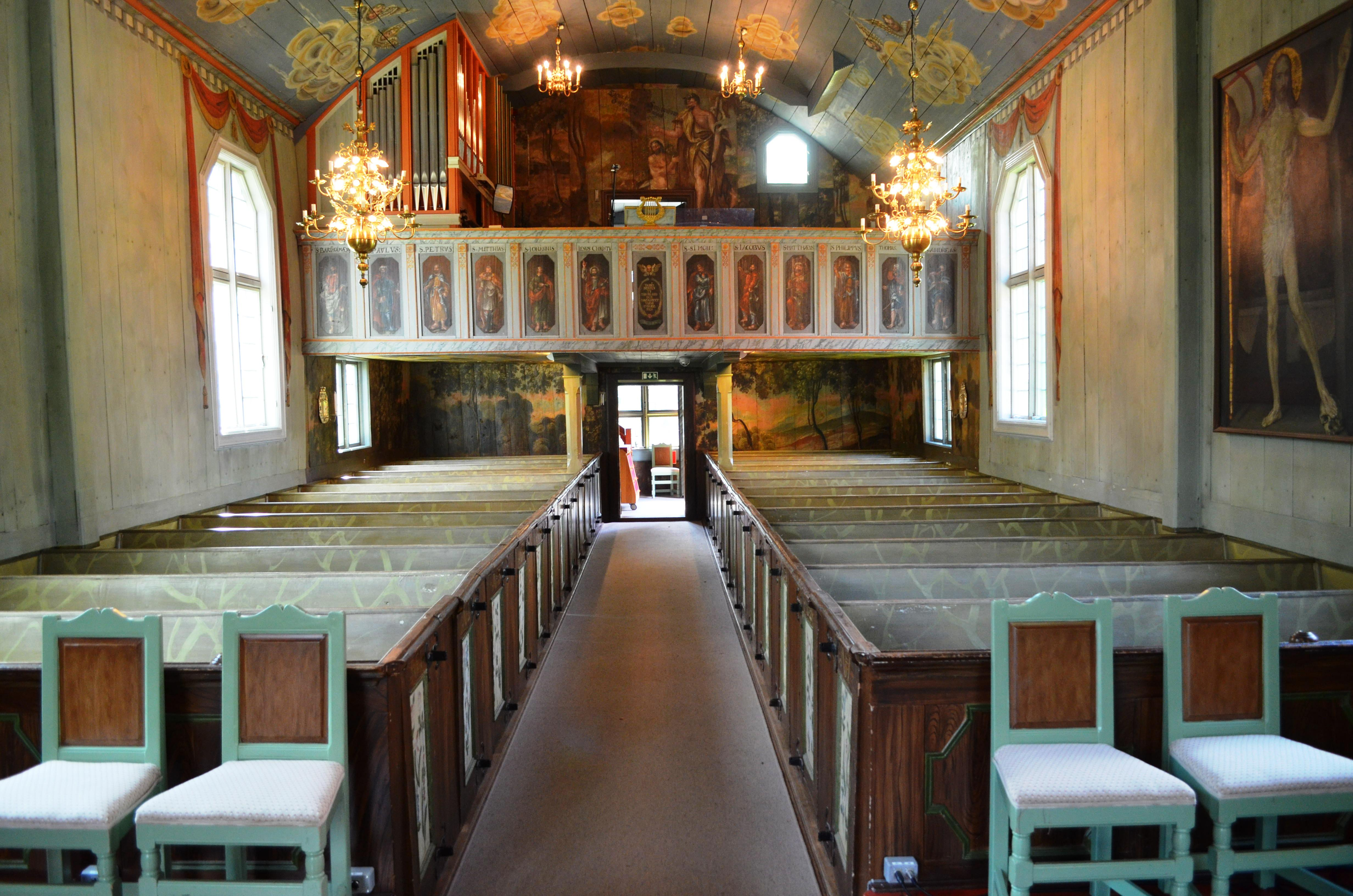
Brämhults kyrkas kyrksal med orgelläktare
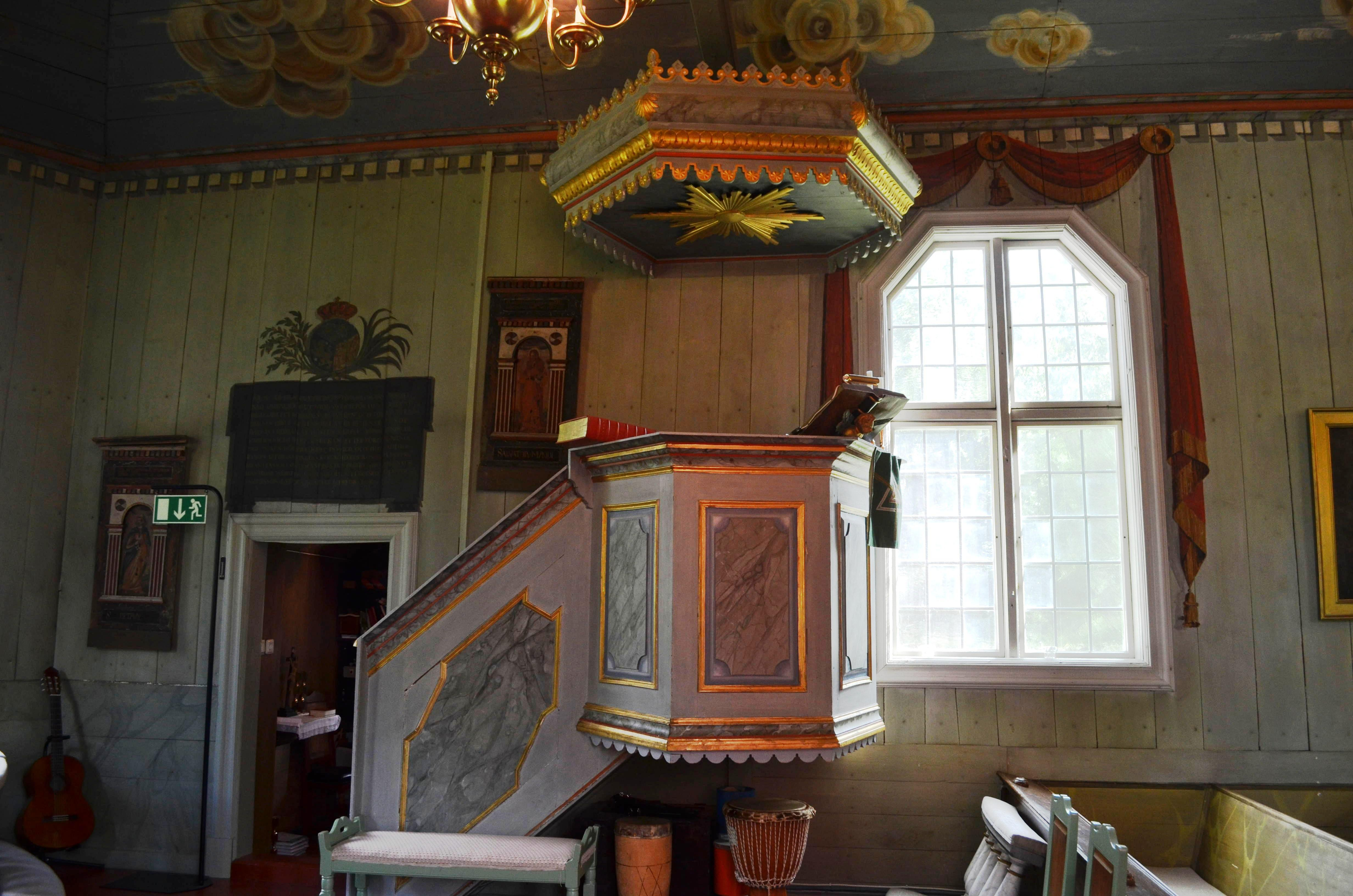
Brämhults kyrkas predikstol
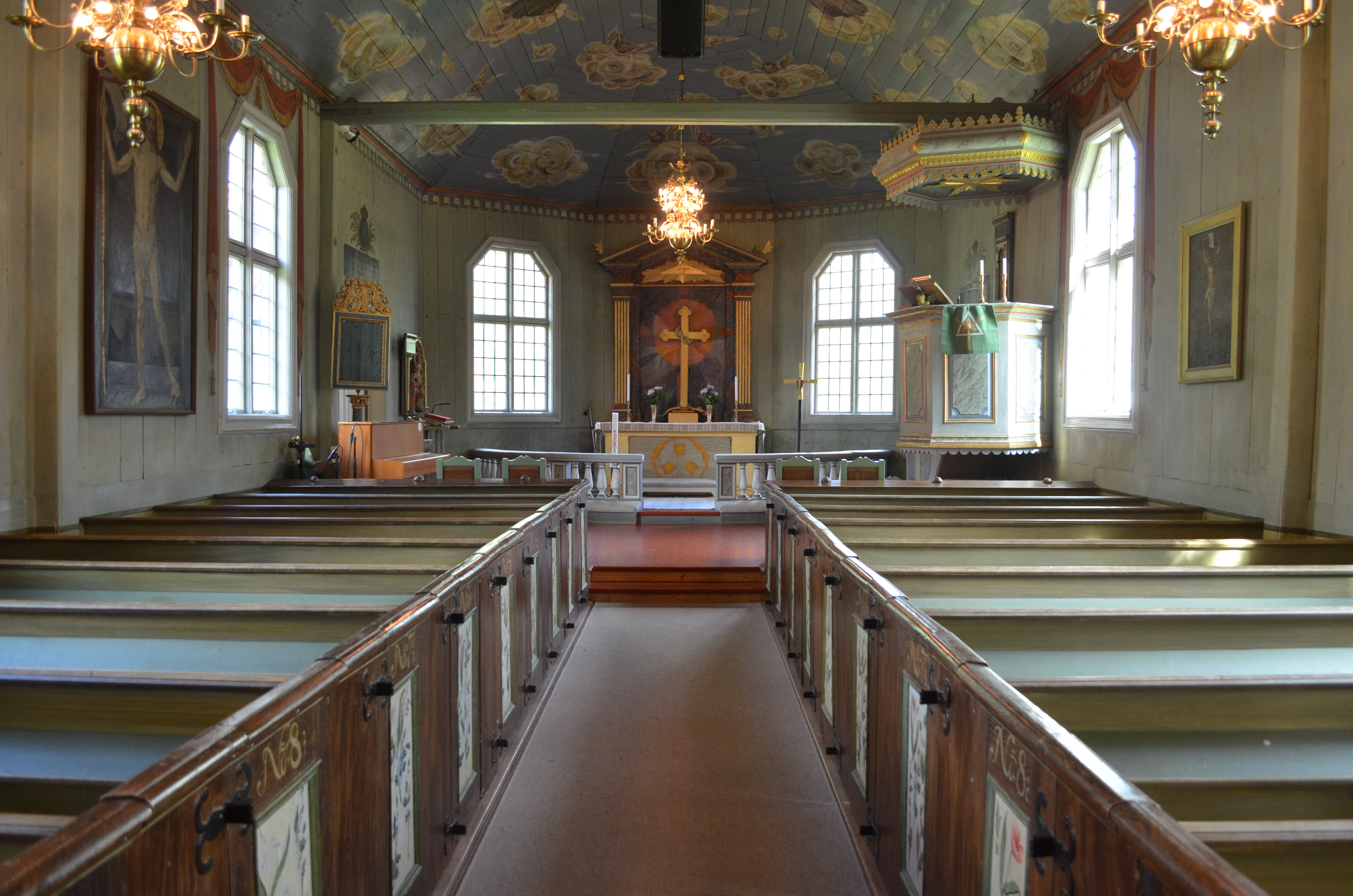
Brämhults kyrkas kyrksal
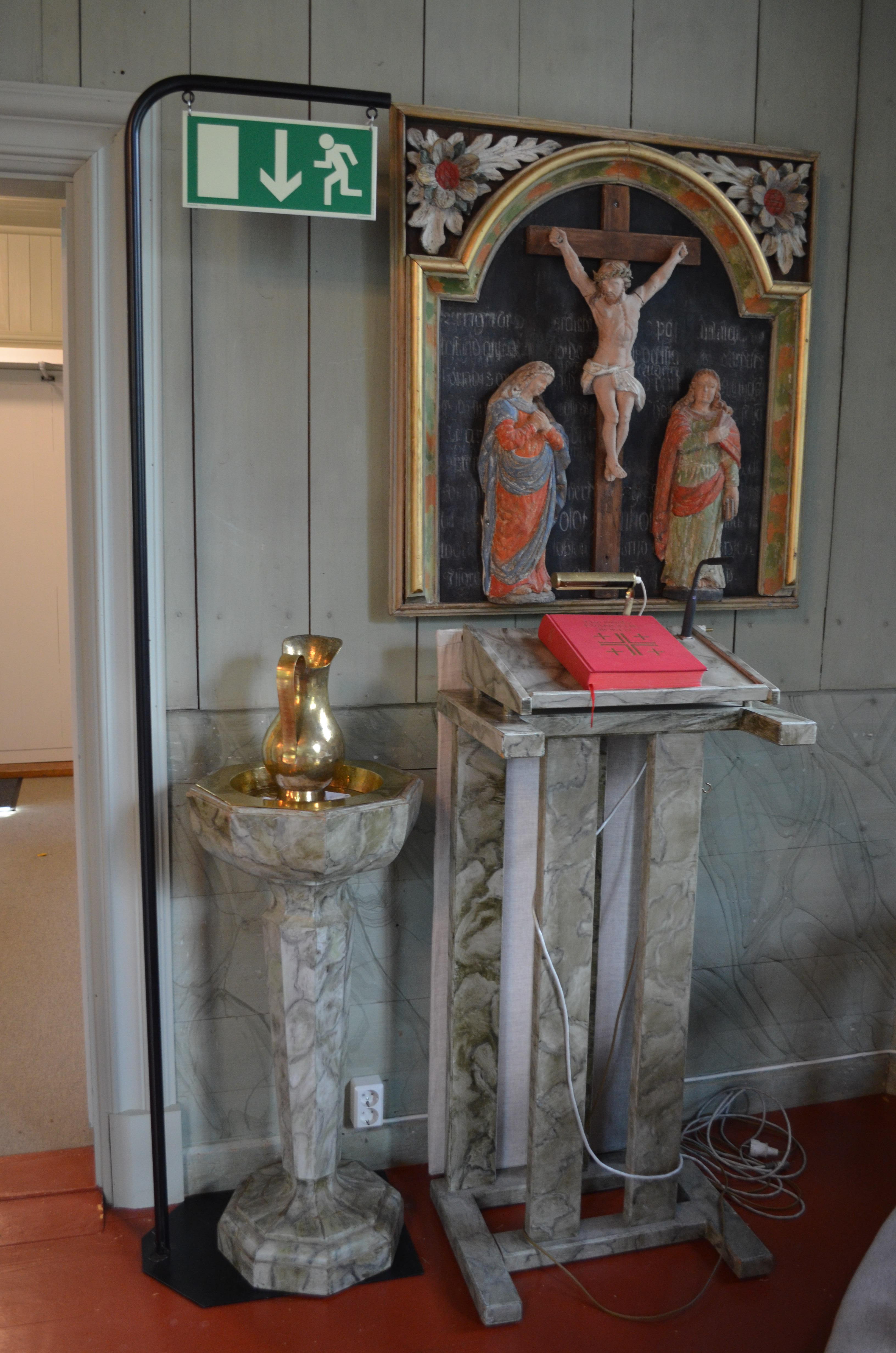
Brämhults kyrkas dopfunt